# Enterocezione

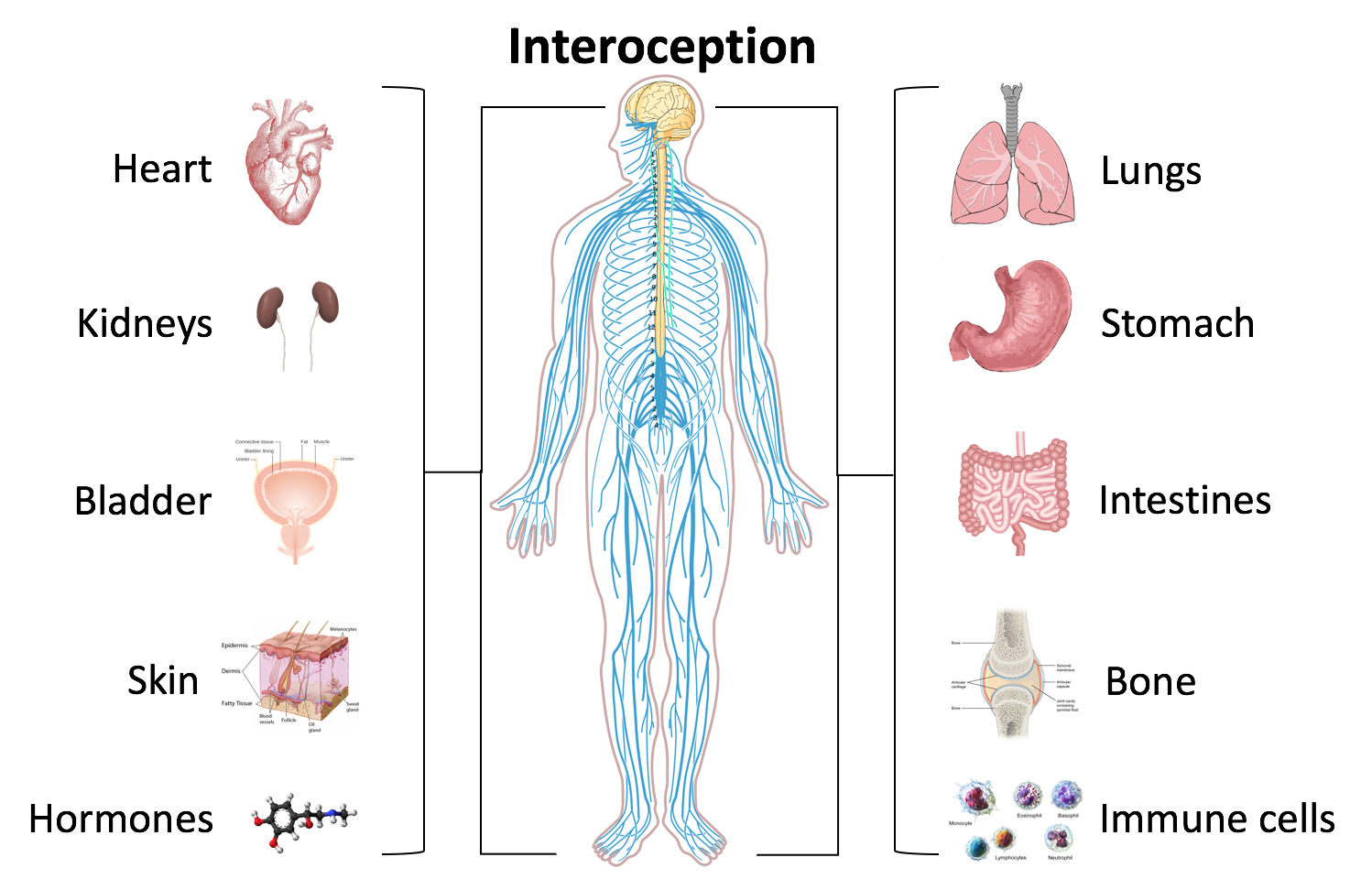
L'interocezione è coinvolta in molti diversi sistemi fisiologici come il sistema cardiorespiratorio, il sistema gastrointestinale, il sistema nocicettivo, il sistema endocrino e quello immunitario.

L'enterocezione  o interocezione è quel senso che rivela le sensazioni dello stato interno del corpo, a differenza dei sensi canonici (vista, udito, tatto, gusto, olfatto) che sono preposti verso sensazioni esterne (esterocezione). Questo senso può essere sia conscio che inconscio. Comprende il processo del cervello di integrazione dei segnali trasmessi dal corpo in sottoregioni specifiche, come il tronco cerebrale, il talamo, l'insula, la corteccia somatosensoriale e cingolata anteriore, consentendo una rappresentazione istantanea dello stato fisiologico del corpo. Questo è importante per mantenere le condizioni omeostatiche nel corpo (come la fame o la sete, ecc.).